# Dieet
Een dieet of voedingswijze is voeding die aan een specifieke leefregel voldoet. Het oorspronkelijke Griekse diaita betekent "leefregel" in bredere zin.

## Concept

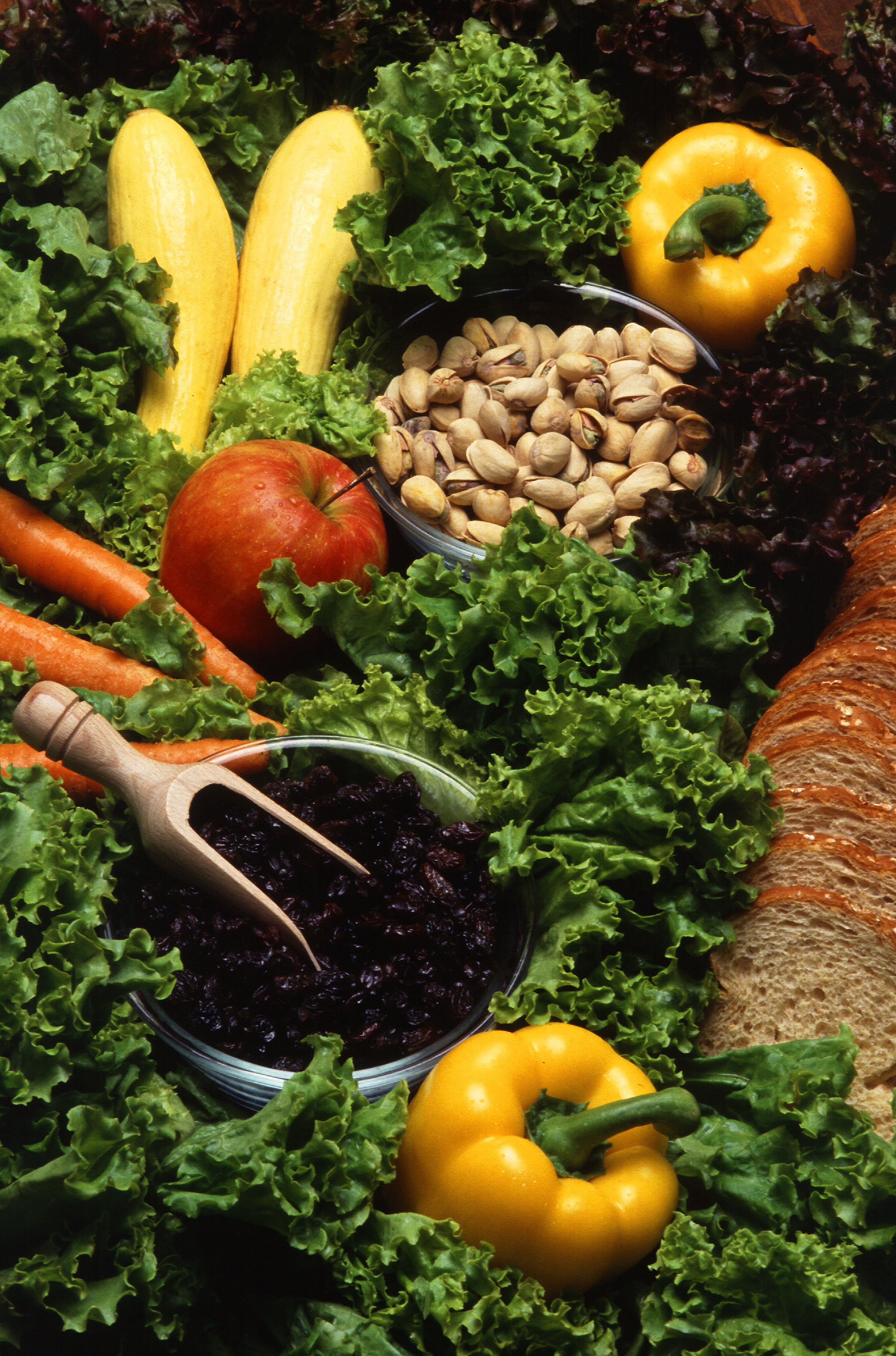
Vegetarisch dieet

Een dieet is een samenstelling van voedingsmiddelen. Deze samenstelling kan worden aangepast om een bepaald doel te bereiken. Vaak wordt een dieet aangepast om de energiewaarde van de maaltijd te verlagen, of juist te verhogen. Daarnaast kan een dieet ook gericht zijn op het weren van bepaalde voedingsmiddelen, om medische, ideologische of religieuze redenen. Het samenstellen van een dieet dat afgestemd is op een individu, is het beroep van een diëtist.

## Soorten diëten

### Energieverrijkt dieet
Een energieverrijkt dieet wordt voorgeschreven aan mensen die in een slechte voedingstoestand verkeren. Dit kan zijn na een grote operatie, bij kanker, bij anorexia nervosa of ondervoeding. Meestal wordt een energieverrijkt dieet gecombineerd met een eiwitverrijkt dieet.

### Energiebeperkt dieet
Een energiebeperkt dieet wordt voorgeschreven aan mensen met overgewicht. Het doel van dit dieet is het verliezen van lichaamsgewicht. Dit wordt bereikt door met de voeding minder energie op te nemen dan wordt verbruikt. Dit betekent dus:
- (sterk) verminderde inname van energieleverende voedingsmiddelen
- veel energie verbruiken, door meer lichaamsbeweging

### Diabetes mellitus-dieet
Diabetes mellitus of suikerziekte is een ziekte waarbij de alvleesklier geen of onvoldoende insuline produceert.
Algemene richtlijnen voor een diabetes mellitus-dieet zijn:
- gebruik elke dag ongeveer de vastgestelde hoeveelheid koolhydraten;
- verspreid de hoeveelheid koolhydraten regelmatig over de dag;
- suiker is toegestaan, mits er rekening mee wordt gehouden dat suiker een koolhydraat is;
- er moet niet te veel vet gebruikt worden, omdat bij een insulinegebrek de vetstofwisseling ook enigszins verstoord is.

### Voedingsvezelverrijkt dieet
Een voedingsvezelverrijkt dieet wordt voorgeschreven bij obstipatie en andere darmaandoeningen. Het doel van het dieet is het bevorderen van een regelmatige en soepele ontlasting.

### Eiwitverrijkt dieet
Eiwitten zijn de bouwstoffen van het lichaam, ze zijn nodig voor het vormen van nieuw lichaamsweefsel en van afweerstoffen. Een eiwitverrijkt dieet wordt voorgeschreven:
- aan herstellende zieken;
- na ernstige verbranding of na andere weefselbeschadigingen, of na bestraling tijdens een behandeling tegen kanker;
- na langdurige ondervoeding.

### Eiwitbeperkt dieet
Een eiwitbeperkt dieet wordt voorgeschreven bij sommige nierziekten en metabole stoornissen zoals fenylketonurie en Propionic Acidemia.

### Glutenvrij dieet
Een glutenvrij dieet wordt voorgeschreven bij glutenintolerantie of coeliakie, waarbij het darmslijmvlies beschadigd wordt en de absorptie van voedingsstoffen verslechtert. Met een glutenvrij dieet kan het darmslijmvlies zich herstellen en verdwijnen de klachten. Het dieet wordt daarnaast voorgeschreven bij de ziekte van Duhring. Het dieet moet bij coeliakie levenslang gevolgd worden.

### Natriumbeperkt dieet
Een natriumbeperkt (in de volksmond zoutarm genoemd) dieet wordt voorgeschreven bij verhoogde bloeddruk en bij nierziekten. Bij een gewijzigde hormoonhuishouding is een natriumbeperkt dieet soms ook noodzakelijk.

### Meervoudig onverzadigde vetzurenverrijkt, vet- en cholesterolbeperkt dieet
Het doel van dit dieet is het verlagen van het cholesterolgehalte in het bloed. Deze verlaging is nodig bij hart- en vaatziekten.

### Koolhydraat-arm, vetrijk dieet (LCHF: low carb high fat)
Een koolhydraat-arm dieet heeft als doel het verbranden van lichaamsvet, in plaats van het opslaan van vetten in het lichaam bij het eten van koolhydraten.

### Tijdbeperkt eten
Tijdbeperkt eten is een vorm van intermitterend vasten die de voedselinname beperkt tot een dagelijks eetvenster van een aantal uren (bijvoorbeeld van 13u tot 19u). Buiten het venster worden enkel calorievrije dranken genuttigd.

## Dieet vanwege gewichtsproblemen
De meeste diëten richten zich op gewichtsvermindering. Hoewel mensen die willen vermageren snel veel gewicht willen verliezen, zal dit op lange termijn niet de goede werkwijze zijn, omdat men niet structureel het eetpatroon heeft aangepast. Een goed dieet zal bestaan uit gebalanceerde voeding en voldoende beweging.
Beweging wordt effectief bij drie keer per week, gedurende minimaal 20 minuten. Een toegenomen spiermassa zorgt voor een blijvend hogere stofwisseling, zodat men, ook in ruststand, meer verbrandt en beter op gewicht blijft. De voormalige voedingsdriehoek is dan ook omgedoopt tot "actieve voedingsdriehoek".
Een dieet wil niet zeggen zo min mogelijk eten. Om het darmstelsel goed te laten werken wordt aangeraden om het ontbijt niet over te slaan en 3 maaltijden per dag te nuttigen. Daarnaast zijn minimaal 3 tussendoortjes per dag aan te raden. Verder zal elk goed dieet adviseren dagelijks 1,5 tot 2 liter water te drinken. Tot 3 uur voor het slapen gaan wordt het afgeraden om te eten, aangezien tijdens de slaap het metabolisme langzamer wordt en er zodoende minder wordt verbrand.

## Dieet om spirituele redenen
Diverse spirituele stromingen zien af van het gebruik van bepaalde voedingsmiddelen, om zo het bewustzijn zo zuiver en evenwichtig mogelijk te houden. Zo kent de yoga het zogenaamde sattvisch dieet, met uitsluitend gebruik van voedingsmiddelen uit de sattvische of "zuivere" categorie. Uit den boze zijn voedingsmiddelen uit de "statische" categorie (tamas), die het bewustzijn grof en/of loom zouden maken, zoals alcohol, vlees, vis, eieren, ui, knoflook, prei, schimmelkaas en paddenstoelen, plus voedingsmiddelen uit de "beweeglijke" categorie (rajas), zoals koffie, thee, chocola, koolzuurhoudende dranken en scherpe kruiden, die het bewustzijn onrustig en in grote hoeveelheden grof en statisch zouden maken.